# Diócesis de Wa
La diócesis de Wa (en latín: Dioecesis Vaënsis y en inglés: Roman Catholic Diocese of Wa) es una circunscripción eclesiástica de la Iglesia católica en Ghana. Se trata de una diócesis latina, sufragánea de la arquidiócesis de Tamale. Desde el 22 de mayo de 2024 su obispo es Francis Bomansaan, de los Misioneros de África.

## Territorio y organización
La diócesis tiene 18 478 km² y extiende su jurisdicción sobre los fieles católicos de rito latino residentes en la región Superior Oeste.
La sede de la diócesis se encuentra en la ciudad de Wa, en donde se halla la Catedral de San Andrés.
En 2022 en la diócesis existían 25 parroquias.

## Historia
La diócesis fue erigida el 3 de noviembre de 1959 mediante la bula Cum venerabilis del papa Juan XXIII, obteniendo el territorio de la diócesis de Tamale (hoy arquidiócesis).
Originariamente sufragánea de la arquidiócesis de Cape Coast, el 30 de mayo de 1977 pasó a formar parte de la provincia eclesiástica de Tamale.

## Estadísticas
Según el Anuario Pontificio 2023 la diócesis tenía a fines de 2022 un total de 422 000 fieles bautizados.
| Año                                                                             | Población            | Población | Población      | Sacerdotes | Sacerdotes    | Sacerdotes    | Bautizados por sacerdote | Diáconos permanentes | Religiosos | Religiosos | Parroquias |
| Año                                                                             | Bautizados católicos | Total     | % de católicos | Total      | Clero secular | Clero regular | Bautizados por sacerdote | Diáconos permanentes | Varones    | Mujeres    | Parroquias |
| ------------------------------------------------------------------------------- | -------------------- | --------- | -------------- | ---------- | ------------- | ------------- | ------------------------ | -------------------- | ---------- | ---------- | ---------- |
| 1970                                                                            | 64 871               | 365 200   | 17.8           | 33         | 13            | 20            | 1965                     |                      | 47         | 83         | 8          |
| 1980                                                                            | 93 731               | 380 639   | 24.6           | 44         | 30            | 14            | 2130                     |                      | 52         | 117        | 12         |
| 1990                                                                            | 134 730              | 505 000   | 26.7           | 86         | 79            | 7             | 1566                     |                      | 47         | 141        | 16         |
| 1999                                                                            | 179 071              | 737 430   | 24.3           | 111        | 109           | 2             | 1613                     |                      | 40         | 136        | 21         |
| 2000                                                                            | 186 996              | 738 280   | 25.3           | 111        | 109           | 2             | 1684                     |                      | 40         | 112        | 21         |
| 2001                                                                            | 127 015              | 599 712   | 21.2           | 114        | 112           | 2             | 1114                     |                      | 40         | 117        | 21         |
| 2002                                                                            | 157 519              | 650 000   | 24.2           | 117        | 115           | 2             | 1346                     |                      | 38         | 142        | 21         |
| 2003                                                                            | 166 049              | 650 000   | 25.5           | 118        | 118           |               | 1407                     |                      | 36         | 142        | 21         |
| 2004                                                                            | 170 413              | 660 000   | 25.8           | 126        | 125           | 1             | 1352                     |                      | 37         | 120        | 21         |
| 2010                                                                            | 259 804              | 761 000   | 34.1           | 161        | 158           | 3             | 1613                     |                      | 37         | 138        | 23         |
| 2014                                                                            | 343 240              | 829 000   | 41.4           | 87         | 83            | 4             | 3945                     |                      | 38         | 147        | 25         |
| 2017                                                                            | 385 740              | 880 960   | 43.8           | 89         | 85            | 4             | 4334                     |                      | 38         | 152        | 25         |
| 2020                                                                            | 413 000              | 943 800   | 43.8           | 92         | 88            | 4             | 4489                     |                      | 38         | 152        | 25         |
| 2022                                                                            | 422 000              | 964 800   | 43.7           | 94         | 90            | 4             | 4489                     |                      | 38         | 152        | 25         |
| Fuente: Catholic-Hierarchy, que a su vez toma los datos del Anuario Pontificio. |                      |           |                |            |               |               |                          |                      |            |            |            |

## Episcopologio
- Peter Poreku Dery † (16 de marzo de 1960-18 de noviembre de 1974 nombrado obispo de Tamale)
- Gregory Ebolawola Kpiebaya † (18 de noviembre de 1974-26 de marzo de 1994 nombrado arzobispo de Tamale)
- Paul Bemile (19 de diciembre de 1994-17 de febrero de 2016 retirado)
- Richard Kuuia Baawobr, M. Afr. † (17 de febrero de 2016-27 de noviembre de 2022 falleció)
- Francis Bomansaan, M. Afr., desde el 22 de mayo de 2024